# 2000年美國電影學會獎
2000年美國電影學會獎（英語：American Film Institute Awards 2000）為表彰2000年年度最佳前10大電影與電視劇。

## 10大電影
- 《成名在望》
- 《在夜幕降臨前》
- 《人狗對對碰（英语：Best in Show (film)）》
- 《永不妥協》
- 《角鬥士》
- 《失戀排行榜》
- 《迷上癮》
- 《毒品網絡》
- 《天才接班人》
- 《我辦事，你放心（英语：You Can Count on Me）》

## 外部連結
- 官方网站（英文）